# Hermann Degering
Hermann Degering (* 20. Dezember 1866 in Peine; † 12. Januar 1942 in Münster) war ein deutscher Bibliothekar.

## Leben
Hermann Degering, der Sohn des Kaufmanns Theodor Degering und seiner Frau Sophie, geb. Garms, besuchte das Wilhelmsgymnasium in Braunschweig und studierte anschließend Klassische Philologie und Germanistik an den Universitäten zu Göttingen und Berlin. Nach der Promotion in Erlangen (1893) lebte er sieben Jahre lang als Privatgelehrter und arbeitete an einer historisch-kritischen Ausgabe des römischen Fachschriftstellers Vitruv, die er jedoch nicht vollendete.
1900 trat Degering in Bonn in den wissenschaftlichen Bibliotheksdienst ein. Im Auftrag der Akademie der Wissenschaften zu Berlin beteiligte er sich an der Inventarisierung der Handschriften an den preußischen Bibliotheken. Da viele Handschriften mittel- und frühneuhochdeutsche literarische Texte boten, die bis dahin nicht oder wenig bekannt waren, fand Degering in der Germanistik ein neues Arbeitsgebiet. Von 1902 bis 1908 war er an der Universitätsbibliothek Münster beschäftigt, danach an der Staatsbibliothek zu Berlin, wo er 1911 in die Handschriftenabteilung eintrat. Von 1923 bis zu seiner Pensionierung (1932) war er Direktor der Handschriftenabteilung. 1916 wurde ihm der Titel Professor verliehen.
Degerings bibliothekarischer Arbeit entsprach eine rege Publikationstätigkeit. Er veröffentlichte zahlreiche Neufunde in Textausgaben und kommentierten Verzeichnissen, daneben philologische und kodikologische Studien.

## Veröffentlichungen (Auswahl)
- Beiträge zur historischen Syntax der lateinischen Sprache. Dieterich, Göttingen 1894 (Zugl.: Erlangen, phil. Diss.: 1893).
- Die Orgel: ihre Erfindung und ihre Geschichte bis zur Karolingerzeit. Coppenrath, Münster <Westf.> 1905.
- Gottfried von Raesfeld: Sein Geschlecht, sein Leben und sein Testament ; ein Beitrag zur Geschichte des westfälischen Adels. Coppenrath, Münster <Westf.> 1906.
- Hg.: Van den Vos Reynaerde: nach einer Handschrift des XIV. Jahrhunderts im Besitze des Fürsten Salm-Reifferscheidt auf Dyck. Coppenrath, Münster <Westf.> 1910.
- Geraubte Schätze : Kölnische Handschriften in Paris und Brüssel. In: Beiträge zur Kölnischen Geschichte, Sprache, Eigenart ; 2,7.1915.
- Neue Funde aus dem zwölften Jahrhundert. In: Beiträge zur Geschichte der deutschen Sprache und Literatur, Bd. 41 (1916), S. 513–553.
- Französischer Kunstraub in Deutschland 1794–1807. In: Internationale Monatsschrift für Wissenschaft, Kunst und Technik ; 11,1.1916/17.
- Aus Luthers Frühzeit / Briefe aus dem Eisenacher und Erfurter Lutherkreise 1497–1519. In: Zentralblatt für Bibliothekswesen, Jg. 33 (1916), Nr. 3/4, S. 70–95.
- Gutachten über die Schäden der Universitätsbibliothek in Löwen infolge des Brandes im Jahre 1914. Reichsentschädigungskommission, Berlin 1919.
- Eine Berufung an die Königliche Bibliothek im Jahre 1765/66 nach Briefen und Akten der Preussischen Staatsbibliothek: Ein Beitrag zur Lebensgeschichte Lessings und Winckelmanns. In: Hermann Degering (Hg.): Aus der Handschriften-Abteilung der Preußischen Staatsbibliothek: Abhandlungen und Nachbildungen von Autographen; Ludwig Darmstaedter zum 75. Geburtstag. Breslauer, Berlin 1922, S. 1–54.
- Der Nibelungen Not. In der Simrockschen Übersetzung nach dem Versbestande der Hundeshagenschen Handschrift. Bearbeitet  und mit ihren Bildern herausgegeben von Hermann Degering, Berlin, Volksverband der Bücherfreunde / Wegweiser Verlag GmbH 1924.
- Kurzes Verzeichnis der germanischen Handschriften der Preussischen Staatsbibliothek. Hiersemann, Leipzig 1925–1932.
  - Bd. 1: Die Handschriften in Folioformat. Hiersemann, Leipzig 1925 (Mitteilungen aus der Preußischen Staatsbibliothek; 7).
  - Bd. 2: Die Handschriften in Quartformat. Hiersemann, Leipzig 1926 (Mitteilungen aus der Preußischen Staatsbibliothek; 8).
  - Bd. 3: Die Handschriften in Oktavformat und Register zu Band I–III. Hiersemann, Leipzig 1932 (Mitteilungen aus der Preußischen Staatsbibliothek; 9).
- Die Schrift: Atlas der Schriftformen des Abendlandes vom Altertum bis zum Ausgang des 18. Jahrhunderts. Wasmuth, Berlin [1929] (Wasmuths Werkkunst-Bücherei; 6).
- zusammen mit Albert Boeckler: Die Quedlinburger Italafragmente
  - Bd. 1: Textband, Berlin 1932 (Cassiodor-Gesellschaft; 1) (Digitalisat)
  - Bd. 2: Tafelband, Berlin 1932 (Digitalisat)
- Die Handschriften-Abteilung. In: Handbuch der Bibliothekswissenschaft, Bd. 2.: Bibliotheksverwaltung, bearb. von Gustav Abb u. a., Harrassowitz, Leipzig 1933, S. 464–486.
- Die Erfindung der Buchdruckerkunst. In: Karl Bömer (Hg.): Deutsche Saat in fremder Erde. Zeitgeschichte, Verl. und Vertriebs-Ges., Berlin 1936, S. 153–166.
- Die gotische Schrift in deutschsprachigen Handschriften des 13. Jahrhunderts. In: "Die zeitgemäße Schrift", Studienhefte für Schrift und Formgestaltung, Heft 40, 1937, S. 3–10.